# Heinrich Schmieder
Heinrich Schmieder (Schwäbisch Hall, 14 febbraio 1970 – Livigno, 21 luglio 2010) è stato un attore tedesco.
Heinrich Schmieder era figlio di albanesi immigrati. Ha studiato dal 1991-1994 recitazione allo Zinner studio di Monaco di Baviera.
Dal 1999 al 2001, Schmieder ha avuto il ruolo del Commissario Tobias di Sassonia una serie TV trasmessa da Radio Brema. È apparso al fianco di Heino Ferch e Sebastian Koch nel film tunnel nel ruolo di Theo Lohmann. Nel 2003, è stato nominato per un premio come miglior attore dalla televisione tedesca. Nel 2004 prende parte al film La caduta - Gli ultimi giorni di Hitler di Oliver Hirschbiegel nel ruolo di Rochus Misch.
Schmieder è morto il 21 luglio 2010, all'età di 40 anni, in un hotel di Livigno, durante la partecipazione alla Bike Transalp.